# 어연 나들목
어연 나들목(Eoyeon IC)은 경기도 평택시 청북읍 율북리와 어연리에 걸쳐 설치된 평택파주고속도로의 3번 교차로이다. 지방도 제302호선을 통해 청북읍, 고덕면으로 진출할 수 있다.

## 연혁
- 2007년 10월 11일 : 나들목 신설을 위해 평택시 도시계획시설 교통광장에 청북면 어연리, 율북리 일원을 어연 나들목으로 고시[1]
- 2009년 10월 29일 : 평택화성고속도로 개통과 함께 영업개시[2]

## 구조물 정보
- 위치: 경기도 평택시 청북읍 율북리, 어연리

## 접속하는 도로
- 지방도 제302호선 (청원로)

## 사진

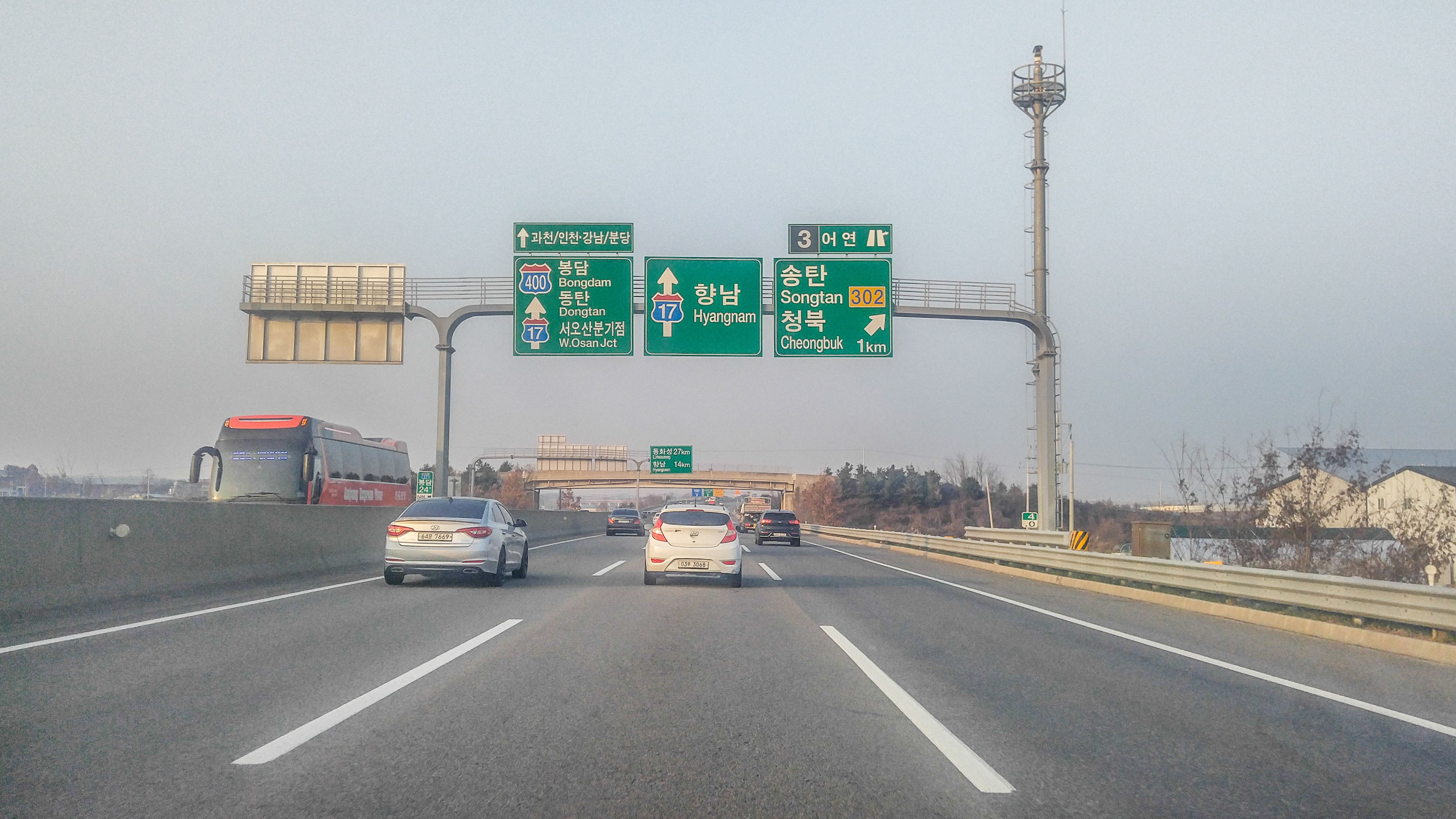
1km 표지판 (파주 방면)
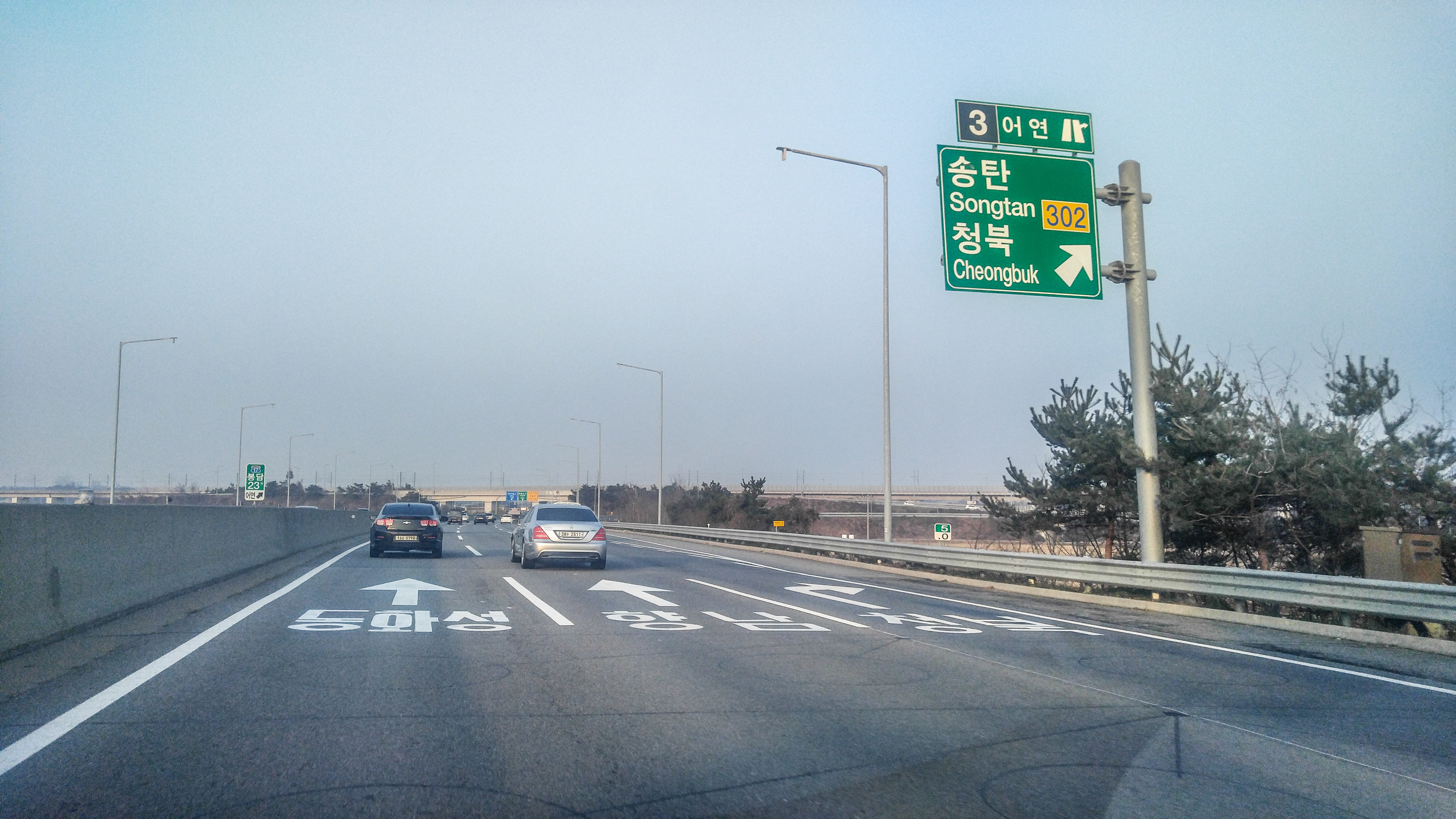
표지판 (파주 방면)